# Franco Melidoni
Franco Melidoni (Napoli, 4 marzo 1946) è un attore italiano.

## Biografia
Nato in una famiglia di attori, nel 1954 venne scelto per recitare nel film Miseria e nobiltà di Mario Mattoli, nel quale fu Peppeniello, figlio dei personaggi interpretati da Totò e dalla zia Giulia Melidoni.
Dopo questo grande successo, ricevette da Vittorio De Sica la proposta di recitare in Napoli milionaria e L'oro di Napoli, ma i suoi genitori rifiutarono, preferendo che continuasse gli studi.
In seguito lavorò nel mondo del cinema come segretario di produzione di alcuni musicarelli, apparendo nuovamente sullo schermo in uno di essi, Non stuzzicate la zanzara con Rita Pavone.
Dopo la laurea in ingegneria, ha lavorato in Alitalia, presso l'Aeroporto di Napoli e in Angola.
È tuttora attivo nel teatro dialettale napoletano insegnando in varie scuole di recitazione, soprattutto ai bambini.

## Filmografia
- Miseria e nobiltà, regia di Mario Mattoli (1954)
- Non stuzzicate la zanzara, regia di Lina Wertmüller (1967)